# Utetheisa ornatrix
Utetheisa ornatrix är en fjärilsart som beskrevs av Carl von Linné 1758. Utetheisa ornatrix ingår i släktet Utetheisa och familjen björnspinnare. Inga underarter finns listade i Catalogue of Life.

## Bildgalleri

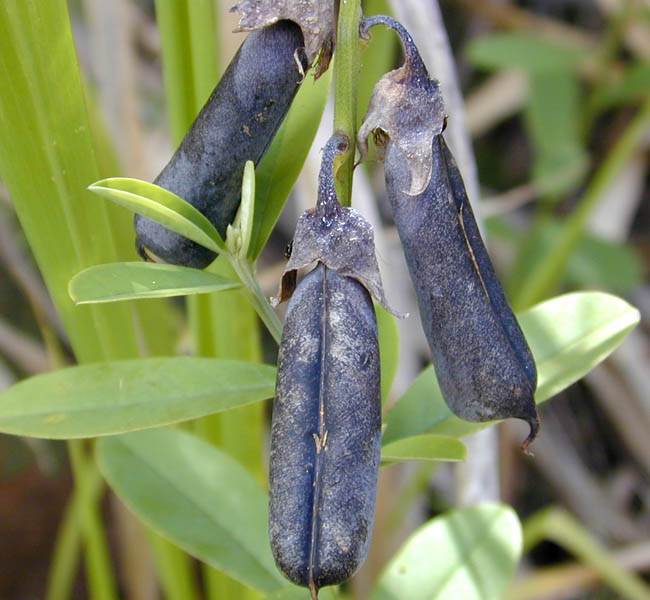
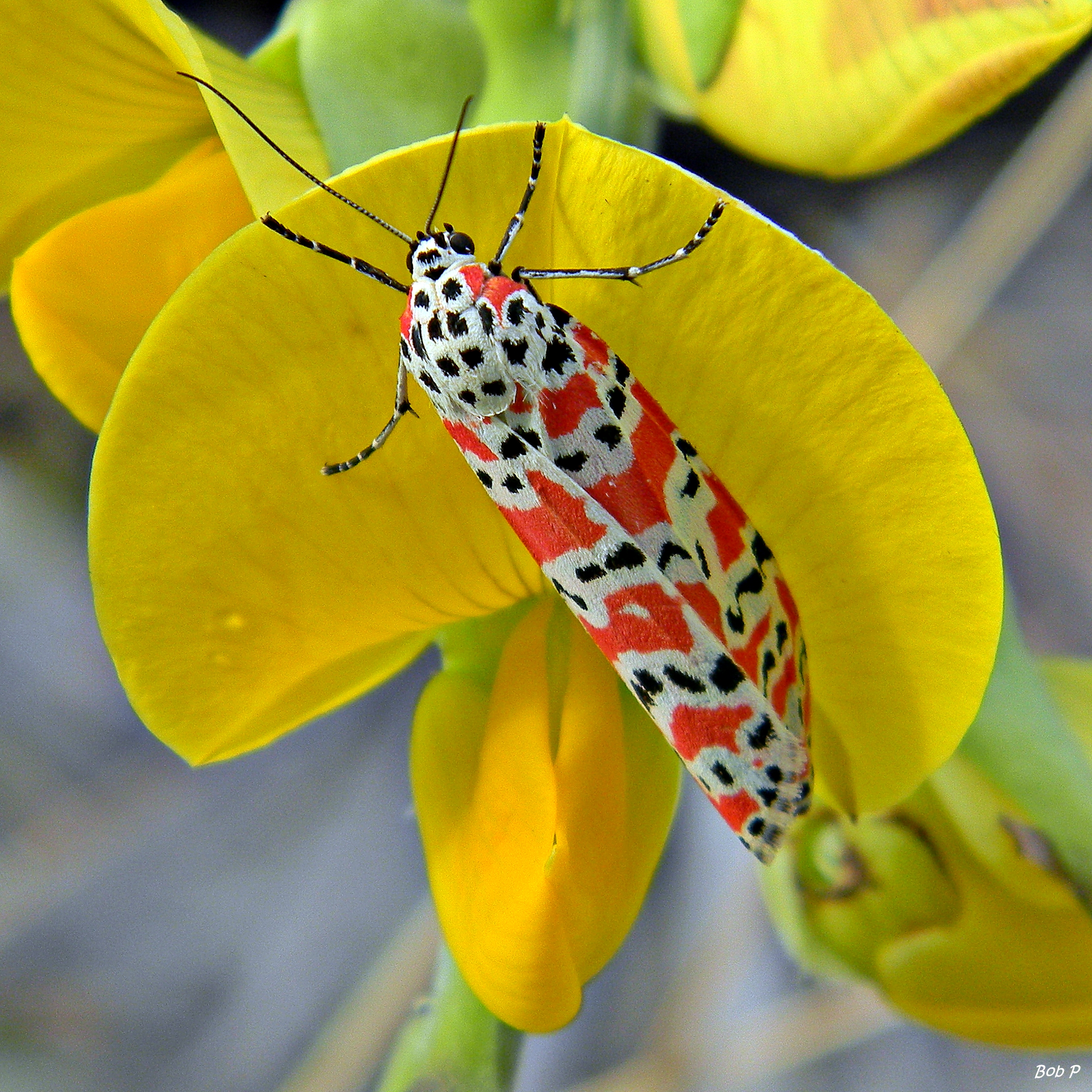
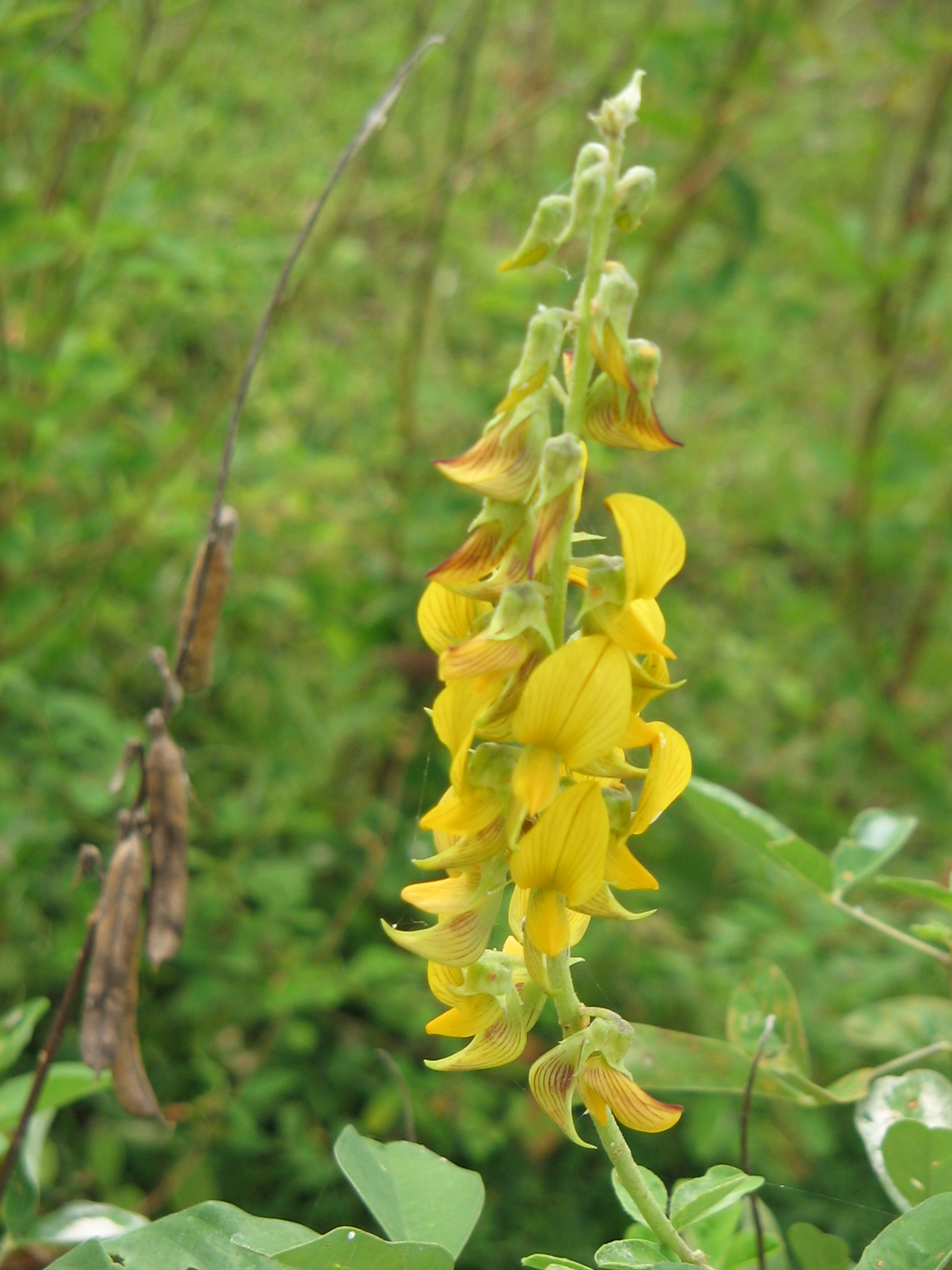
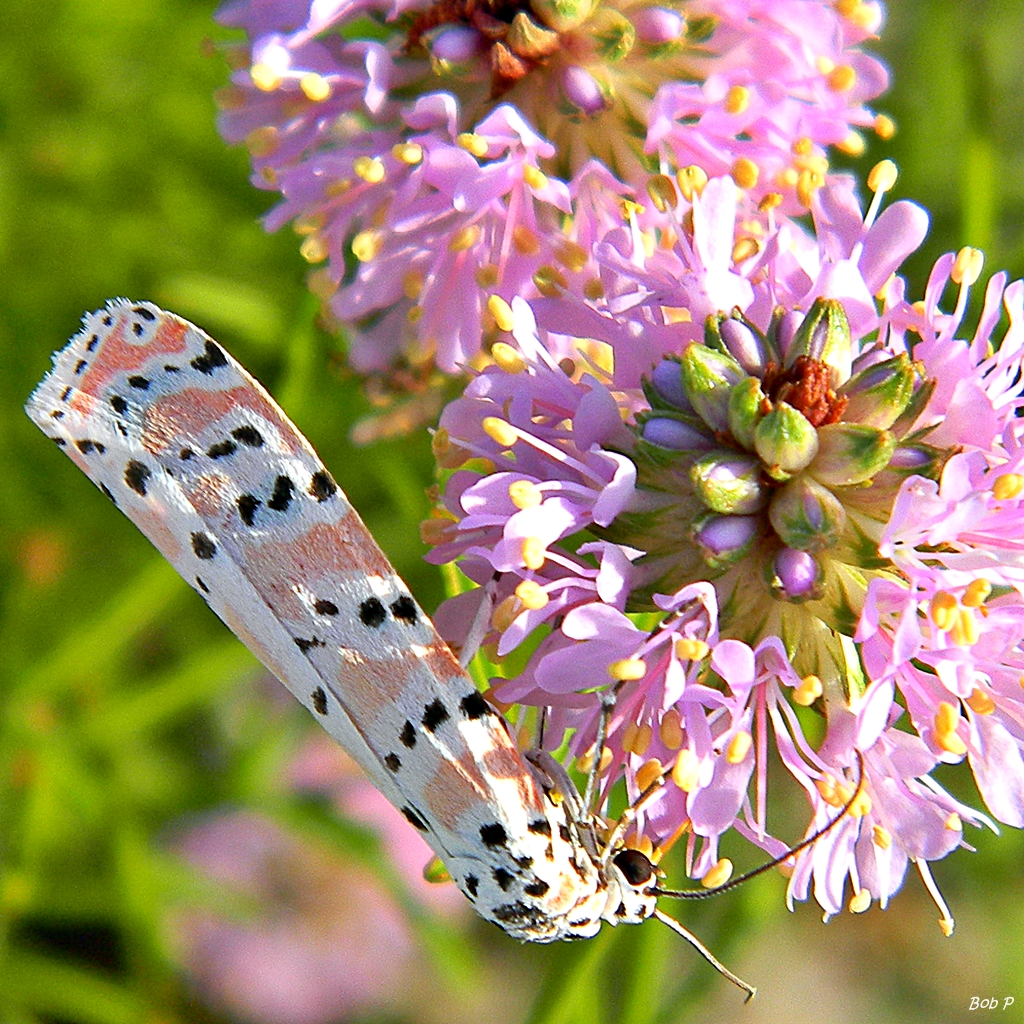
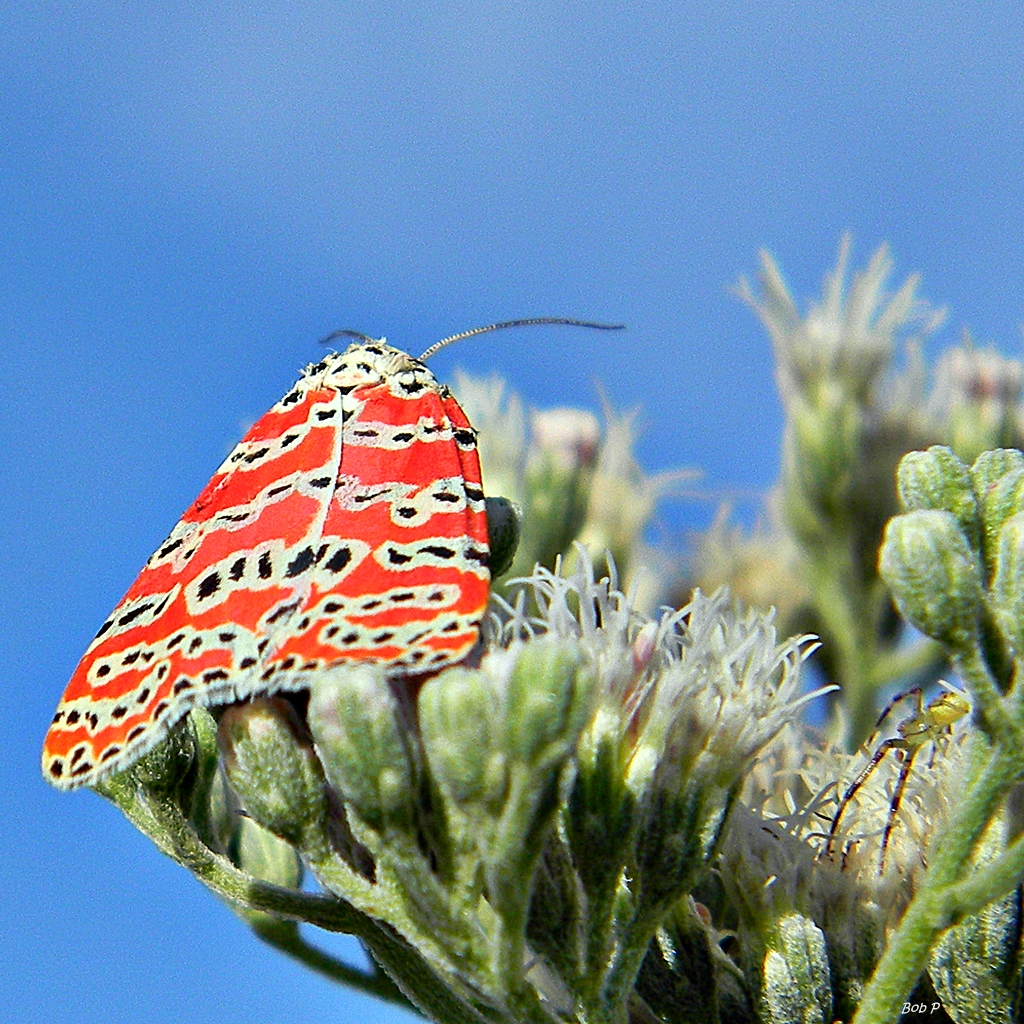